# Vela Palagruža
Koordinati:   42°23′32″N, 16°15′34″E
Vela Palagruža, (italijansko Pelagosa, pogovorno tudi Palagruža) je otoček v skupini Palagruških otokov, ki pripada Hrvaški.

## Geografija
Vela Palagruža je ozek dolg greben, ki poteka v smeri vzhod-zahod. Dolžina grebena je okoli 1400 m, širok pa je do 300 m. Otoček ima površino 0,286 km². Dolžina obale je 3,68 km. Najvišja točka otoka doseže višino 91 mnm. Na najvišjem vrhu stoji velik svetilnik, postavljen leta 1850 (po drugih podatkih pa 1875).
Otok je stalno naseljen le s svetilničarjem in občasno z ribiči, ki tu ribarijo vse od 14. stoletja dalje. Zaliva Stara Vlaka in Žalo sta edina primerna za pristajanje manjših ladij, kar izkoriščajo ribiči. Vode okoli otokov se uvrščajo med najbolj bogata področja v Jadranu. V preteklosti je bil pomemben predvsem izlov plave ribe (sardela, inčun), sedaj pa prevladuje izlov bele ribe in jastogov. V preteklosti Palagruža ni bila dostopna turistom, ker je bila zaprto območje JLA. Po osamosvojitvi Hrvaške pa je otok prosto dostopen turistom. Terasa pod svetilnikom ponuja lep razgled. Na zahodni strani se ob lepem vremenu vidi Italijanska obala, na vzhodni pa bližnji hrvaški otoki.

## Podnebje
Klimatsko Palagruža predstavlja poseben fenomen na Hrvaškem. Podnebje je blago z milimi zimami in malo padavinami, letno le okoli 270 mm. Palagruža je poleg otočka Sušac edini kraj na Hrvaškem, kjer obilno in samoniklo raste prava subtropska vegetacija listopadnega grmičevja, ki samo v vlažnih zimskih mesecih obdrži listje, cveti na jesen, v suhih poletnih mesecih pa je povsem golo. Podobna vegetacija uspeva v južnem Sredozemlju npr. na Malti, Sinaju in na severnih obalah Afrike.

## Zgodovina
Na Palagruži so arheologi pri izkopavanjih odkrili, da je bil otok naseljen že v kameni dobi (pred okoli 9000 leti). Kasneje so otok naseljevali še stari Grki in Rimljani, kar izpričuje najdena keramika. V srednjem veku je stal na otoku benedektinski samostan s cerkvico sv. Mihovila, katerih ruševine so vidne še danes.